# Негритянская сказка
«Негритянская сказка» — советский рисованный мультфильм 1937 года, снятый на студии «Союзмультфильм». Мультфильм рассказывает о храбром зайце, одолевшем злого льва.

## Сюжет
По мотивам негритянской народной сказки.
Миpно живут и работают в своей деpевне Зайцы, Гусь и Черепахи. В деревне появляется Лев. Он сумел схватить Гуся и одного из Зайцев. Спрятав их в тележку, он увозит свои «трофеи» домой. В деpевне началась большая паника. Лев собиpается съесть добычу. Однако смышлённые Гусь и Заяц не грустят. Они задумывают сбежать от Льва. Началась погоня. Благодаря общим усилиям жителей деревни Лев ослабел и покинул деревню.

## Съёмочная группа
- Сценарий — Сергей Владимирский[2]
- Режиссёр — Александр Евмененко[3]
- Композитор — Юрий Никольский
- Сорежиссёр — Василий Алексеев
- Ассистент режиссёра, художник — Александра Снежко-Блоцкая[4]
- Художники мультипликаторы — Пётр Носов[5], Надежда Привалова, Лидия Резцова, Влад Бочкарёв, Борис Титов.
- Актёры в титрах не указаны:

Леонид Пирогов — Лев[источник?]

## Технические данные
| Тип                          | графический (рисованный)               |
| Цветность                    | черно-белый                            |
| Количество частей            | 1 часть                                |
| Длина плёнки                 | 300 метров                             |
| Продолжительность            | 11 минут 18 секунд                     |
| Киностудия                   | Союзмультфильм                         |
| Дата производства            | 1937 год                               |
| Разрешительное удостоверение | ВЭ V 1937 г.                           |
| Особые отметки               | Фильм перешёл в общественное достояние |

## Описание, отзывы и критика
Будучи одним из первых фильмов студии «Союзмультфильм», лента «Негритянская сказка» мало отличалась от многочисленной продукции Киностудии № 5 и продолжала её традиции.